# Oncorhynchus masou masou

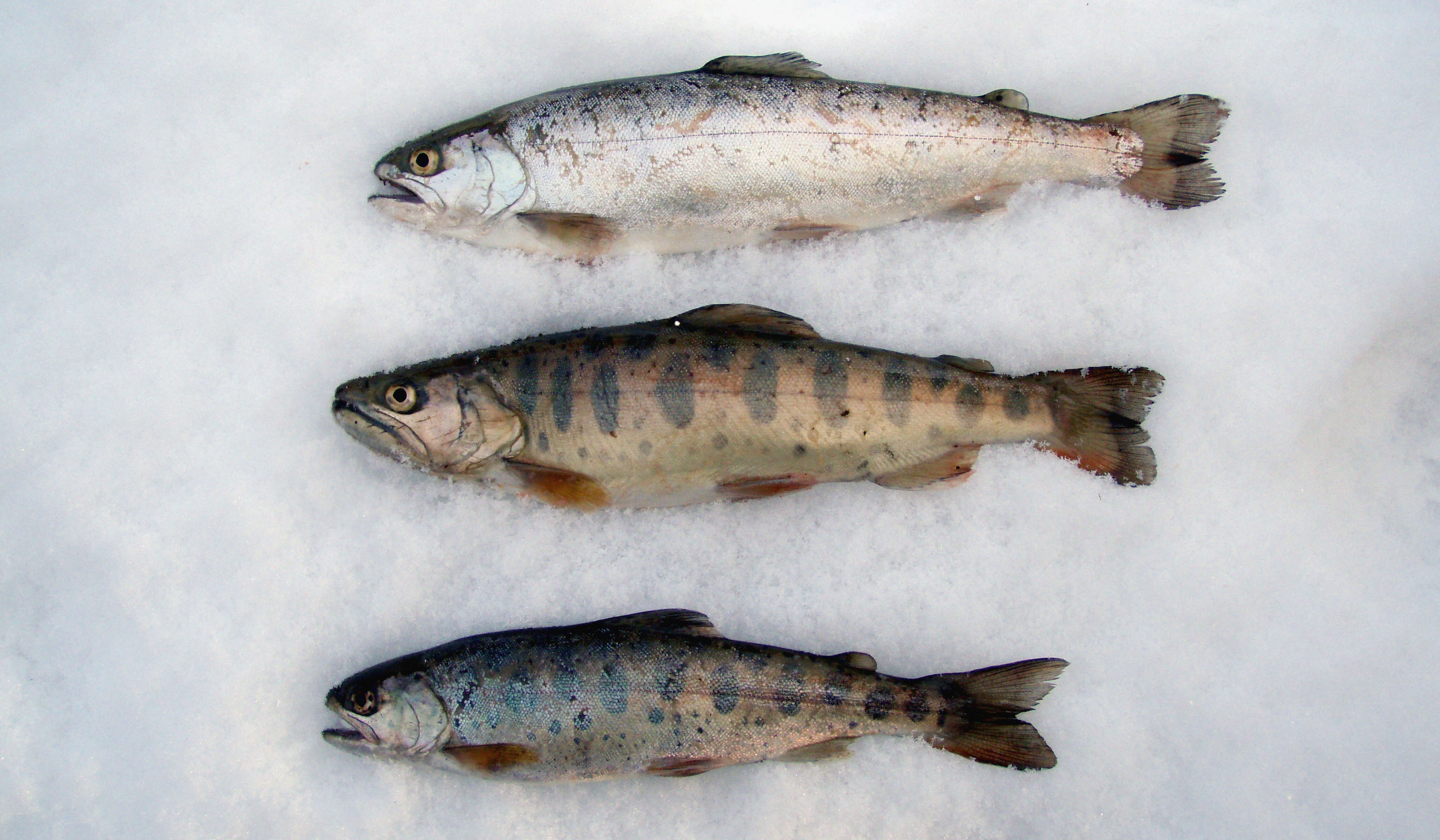

El salmón japonés es la especie Oncorhynchus masou masou, como sinónimo aceptado de Oncorhynchus masou, un pez eurihalino marino y de agua dulce de la familia salmónidos, distribuidos por el océano Pacífico en el mar de Ojotsk, en el mar del Japón y por la costa japonesa del Pacífico.

## Anatomía
La longitud máxima descrita fue de 79 cm, con un peso máximo publicado de 10 kg.

## Hábitat y biología
Son peces de clima templado y anádromos, que remontan los ríos hasta su cabecera para reproducirse después de haber crecido hasta la madurez en el mar a unas profundidades entre 0 y 200 metros. Cuando viven en el río mantienen un territorio cerca de la cabecera del río donde se alimentan fundamentalmente de insectos, aunque también de algunos pequeños crustáceos y peces, mientras que cuando viven en el mar forman cardúmenes al llegar al estuario y permanecen allí una corta etapa, tras la cual se dispersan en mar abierto donde se alimentan de peces y crustáceos.

## Importancia para el hombre
Se comercializa en abundancia, tanto su pesca como el cultivado en acuicultura, vendiéndose tanto fresco como congelado. También se usa en pesca deportiva.